# Бранимир Ґрозданов
Бранимир Ґрозданов, чи Бранимир Грозданов (болг. Бранимир Грозданов, англ. Branimir Grozdanov; нар. 21 травня 1994) — болгарський волейболіст, який грає на позиції діагонального нападника, гравець національної збірної та турецького клубу «Солган».

## Життєпис
Народився 21 травня 1994 року.
Грав у клубах ЦСКА (Софія, 2012—2014), «Ноліко» (Noliko, Маасейк, Бельгія, 2014—2015), «Бешикташ» (2015—2016), «Бунґе» (Bunge, Равенна, 2016—2017), «Араґо де Сет» (Arago de Sète, Франція, 2017—2019), Argos Volley Sora (2019—2020), СК «Катар» (Qatar SC) і «Аль-Наср» (Дубай, 2020—2021). Від початку сезону 2021—2022 є гравцем турецького клубу «Солган» (Solhan SK).